# Jacopo Nacchianti
Jacopo o Giacomo Giovanbattista Nacchianti (Firenze, 15 ottobre 1502 – Chioggia, 6 maggio 1569) è stato un vescovo cattolico e teologo italiano.

## Biografia
Jacopo o Giacomo Nacchianti, nonostante fosse nato a Firenze, aveva comunque una spiccata origine montevarchina in quanto il padre Andrea era nativo di Montevarchi e solo in seguito aveva ottenuto la cittadinanza fiorentina e raggiunto il successo professionale e sociale come notaio della Repubblica e una delle persone più in vista della città. Suo nonno, Cristofano di Montevarchi, era stato invece un celebre soldato di ventura e quale assistente di campo del capitano Goro da Montebenichi si era fatto onore nel 1529 respingendo un distaccamento delle truppe spagnole di Carlo V che volevano mettere a sacco Cortona. Inoltre i Nacchianti, nella figura degli altri due zii di Jacopo che di fatto erano residenti a Montevarchi, erano ai vertici delle istituzioni della cittadina tra la seconda metà del Quattrocento e la prima metà del Cinquecento.
Tuttavia alla morte del padre nel 1510, come unico erede per decisione testamentaria di Andrea, venne dato in affidamento a tre tutori e sistemato presso lo Spedale degli Innocenti fiorentino che lasciò alcuni anni più tardi per vestire l'abito domenicano senza per altro vedere mai l'eredità di Andrea Nacchianti che, in parte aggravata da debiti ed ipoteche, se ne andò tutta per la dote della sorella Antonia.
Entrò in convento come novizio nel 1517 e ne uscì consacrato il 7 marzo 1518 sebbene non sia chiaro dove in quanto le fonti indicano indistintamente sia Santa Maria Novella che San Marco. Dovunque abbia preso i voti, è sicuro che dopo l'ordinazione sacerdotale fu mandato a perfezionare i suoi studi presso l'università, o "lo studio" come si chiamava allora, di Bologna e fu qui che ebbe come compagno di corso Michele Ghislieri, futuro papa Pio V, che gli rimase sempre amico anche dopo la salita al soglio pontificio. Dopo il baccalaureato, ottenuto nel 1529, venne aggregato al convento di San Romano di Lucca ma nel 1531 era di nuovo a Firenze come procuratore del convento di San Marco. Nel 1534 venne appuntato "magister studentium" presso i domenicani di Perugia e ancora, il 15 ottobre 1536, passò al priorato di Pisa per poi, nel maggio successivo, tornare di nuovo, ma come priore, a Lucca. Nel 1538 il capitolo provinciale di Viterbo lo volle per tre anni allo Studio generale dell'ordine, con sede a Perugia, per assegnarlo infine, nel 1541, come docente di teologia e filosofia, e definitore provinciale, presso il convento di Santa Maria sopra Minerva a Roma dove si guadagnò il favore di Paolo III che il 3 giugno 1544 lo nominò Vescovo di Chioggia.
In veste episcopale, ma soprattutto da teologo, prese parte al Concilio di Trento dove alcuni suoi interventi lo fecero entrare in odore di eresia. In particolare durante i lavori della IV sessione, l'8 aprile 1544, si oppose, insieme a Stefano Benucci o Bonucci generale dei serviti, a una frase del decreto conciliare "Sacrosanta" che stabiliva che il Concilio "riceveva", in senso legale, la tradizione della chiesa come equiparata a quella delle Sacre Scritture. Secondo Nacchianti, infatti, le Scritture erano le sole regole della fede. Dopo un giorno di discussioni e una notte di intense trattative ritirò le sue obiezioni, il non placet, quando vide che solo sei delegati erano dalla sua parte e che invece la stragrande maggioranza dell'assemblea era pronta ad approvare il documento e dunque, quando fu chiamato a votare, rispose "obediam" ossia "obbedisco". Ma questo non lo salvò dall'Inquisizione anche perché il decreto era fortemente sostenuto dal presidente del Concilio il cardinale Marcello Cervini, che nel 1555 sarà eletto papa col nome di Marcello II, e dal teologo gesuita Claudio Jaio.
Infatti il segretario del concilio e inquisitore, il gesuita Angelo Massarelli, in virtù della posizione non del tutto allineata, diciamo pure progressista, del Nacchianti aprì un fascicolo contro di lui e sul finire del 1548 si recò a Chioggia per cominciare il procedimento inquisitorio ai danni del vescovo accusato di luteranesimo per la sua teoria della "preminenza assoluta di Cristo".
In realtà le posizioni di Jacopo Nacchianti non avevano niente di eretico ma erano funzionali ai gesuiti e a Massarelli per andare avanti nelle indagini su una scuola "occulta" di pensiero che però contava numerosi adepti tra le alte gerarchie ecclesiastiche e che appunto Massarelli era stato incaricato di smantellare. Questa nuovo filone teologico rifiutava o comunque criticava nella sostanza il sistema ecclesiastico cattolico tradizionale e apriva a forme ecumeniche più vicine a quelle luterane e protestanti in genere. Il manifesto di questa specie di movimento interno alla Chiesa era il libro "Il beneficio di Cristo" scritto ufficialmente dal benedettino Benedetto da Mantova, e per questo rinchiuso in carcere, ma come poi rivelò Pier Paolo Vergerio "di questo libretto [...] sono due persone, le quali vi hanno posto mano, una l'ha cominciato e l'altra finito ed espolito, e tutte e due sono in Italia e molto conosciute e carezzate dai primi membri e ministri di Roma".
Il processo comunque si rivelò un fiasco, sebbene il libro di don Benedetto finì all'indice, e Jacopo Nacchianti venne assolto. Infatti il vescovo di Chioggia nelle sue speculazioni cristologiche non aveva sostenuto nessuna posizione eterodossa ma anzi aveva investigato e sviluppato il concetto di "corpo mistico" della Chiesa affrontato già da San Tommaso che sosteneva che come il corpo naturale è uno pur costitutendosi di membra distinte, così tutta la Chiesa, nelle sue molte sfaccettature, è un solo corpo: il corpo mistico di Cristo.
Uomo di temperamento focoso, Giacomo Nacchianti come vescovo di Chioggia fu un deciso sostenitore delle novità conciliari soprattutto in tema di moralità della gerarchia ecclesiastica ad esempio riaffermando, in vera controtendenza rispetto agli usi dei porporati del tempo, che la residenza in diocesi è un dovere del vescovo il quale è pastore della sua comunità e non un mercenario che ne incassa solo le rendite economiche. Di particolare rilievo anche la sua opera pastorale nello sradicamento della superstizione dalle consuetudini religiose in special modo in tema di reliquie, immagini sacre e forme devozionali dal sapore vagamente pagano. La cosa si ripercosse in una denuncia al Sant'Uffizio di un certo Ercolano da Chioggia, denuncia ovviamente caduta nel vuoto, ma sia il primo processo per eresia che l'impegno modernizzatore di Nacchianti ebbero profonde conseguenze anche, e soprattutto, a Montevarchi.
Tra le sue opere letterario-teologiche più note:
- Enarrationes piae, doctae, et catholicae, in Epistolam Pauli ad Ephesios, Venezia, 1554;
- Enarratio Maximi Pontificatus, Maximive Sacerdotii: Necnon augustissimi ac Felicissimi Regni Iesu Christi Servatoris nostri, Venezia, 1554;
- Tractatus de episcoporum residentia: ex divinis literis, 1554;
- Opus doctum ac resolutum in quatuor tractatus, seu quaestiones dissectum: In quo ex naturali lumine et peripatetico fonte, eorum Philosophorum revincuntur errores, qui asserunt ex philosophie principiis, haberi non posse, creationem rerum, immortalitatem animae, contingentiam in universo, et vigorem in infinitum, in primo principio, 1557;
- Scripturae Medulla, 1561;
- De Papae ac Concilii potestate compendiaria enarratio tractatique, 1562;
- De episcoporum residentia ad sanctissimos Patres in Concilio. Enarratio seu tractatio compendiaria habita in generali congregatione, 1562;

L'opera omnia di Nacchianti venne pubblicata a Venezia per la prima volta nel 1567 e ristampata a Lione nel 1657.